# 九能帯刀
九能 帯刀（くのう たてわき）は、高橋留美子の漫画作品『らんま1/2』に登場する架空の人物。

## 人物
風林館高校の剣道部主将であり、自称「連戦連勝 高校剣道界期待の超新星『風林館高校の蒼い雷』」。クラスは2年E組で、天道なびきと同級生。父は風林館高校の校長。九能小太刀は実妹。
早乙女乱馬が転校してくるまでは、「風林館高校最強の男」、または「最悪の変態」などと言われていた。
自分自身について「顔よし、姿よし、頭よし、リッチで幸せ、人格者、その上強くて賢いパーフェクト人間」と自画自賛している。
普段は剣道着であり、制服姿は滅多とない。
また、自信過剰に加えて思い込みの激しい面があり、一般人でも気づくようなことでも気づけない場面が何回かある。乱馬となびきを除く他者には善意で接することもあり、心根は善良である。
かつて父に無理やり丸坊主にされたことがあり、丸坊主には人一倍の嫌悪感を持っている。ペットとして犬のアルマジロ君を飼っている。

### 恋愛
基本的に女性には優しく長身でハンサム、家柄もある金持ちのため、彼の変態ぶりを知らない女性からはもてる。海辺で複数の女性から「ステキ」と言われていたこともある。
恋愛に対しては生真面目なところもあり、交際に際しては「まずは交換日記から…」と発言している。あかねと「おさげの女」の2人に惚れているという現状は二股に該当するため、日頃から2人のどちらと真剣に交際するべきか葛藤している。
アニメ版では、銀堂の占いによって自分が結ばれるべき相手がなびきであると啓示されたことがある。当初はショックを受けるも、なびきの魅力に気付いたことを契機にらんまやあかねに劣らぬ想いを抱き、それまでに惚れていた2人への感情を断つべく努力する一途な一面も見せている。なお、この占いは不完全なものであり、正しい結果ではないことが判明した後の経緯は有耶無耶に終わっている。

### 技
九能流剣法の達人。特に突きの破壊力は作中屈指であり、まともに受けると乱馬でさえ一撃で倒れるため初期は苦戦を強いられている。乱馬や良牙がより強くなり多くの強敵キャラクターも登場した関係で中盤以降ではコメディリリーフが多く実力的に置き去りにされるシーンが増えるが、後に修行によって乱馬を圧倒するほどのパワーアップを果たした（単行本19巻に収録）。この時は記憶喪失に罹っており凄まじい強さを見せていたが、自分になびかない女らんまに対して「僕は君より強い」ということで強引に迫って手籠めにしようとしていた。
愛の障壁粉砕剣（あいのしょうへきふんさいけん）
普段使っている高速の連続突きに名前をつけたもの。
旋風剣（せんぷうけん）
アニメ版のみ登場する八宝斎が作った秘薬・高速飛燕唐を飲み、帯刀が得た技。刀を回転させて旋風を起こす。
大回転破魔西瓜殺（だいかいてんはますかさつ）
記憶喪失だった頃に披露した、スイカを一度に切り裂く技。ゲームでは奥義として登場。名称は『らんま1/2 超技乱舞篇』から。

## その他
満願丸
戦国時代より、ある寺の境内の石に突き刺さったままの伝説の聖刀。選ばれし者しか抜くことができないとされ、作中で帯刀が引き抜くことに成功する。
どんな願いでも3つまで叶えることができるが、願いを増やすことはできない。また、願いは刀を抜いた本人の声でしか叶えられない。
スイカ島
島のいたるところにスイカがある伝説の修行場。帯刀はらんまに華麗なスイカ割りを披露するためにこの島を訪れ、秘剣を得ようと必死で修行した。あまりに激しい修行のため帯刀は一時記憶喪失になるが、代わりに秘剣を修得することに成功する。またその過程で力量も増しており乱馬でも叶わないほどの実力を身に着けた。
鳳凰の卵
卵を頭の上に乗せた者は秘剣『鳳凰剣』を会得できるという、封印されし卵。実際は、頭の上に乗せた卵から雛が孵り、すりこみにより最初に見た者を敵と思い込み、巣立つまで攻撃し続けるという代物（すりこみは雛が起きる度に変わる）。雛が巣立つまでは約100年かかるため、雛の成長を促す餌もある。
男桜
九能家の庭にある桜の木。九能家に伝えられている古文書「男桜悲伝」によると、その幹に乙女の名を刻印した場合、桜の木が刻印した男に憑依してその乙女を生贄とするらしい。
帯刀はこの桜の幹に「おさげの女」と自分との相合傘を刻印してしまったため、憑依された帯刀はおさげの女性ばかり狙う連続交際申込み魔になってしまう。
宮本武蔵の木刀
アニメで登場。武蔵の霊が宿っており、帯刀に取り憑いた。木刀を破壊すれば霊は消える。
騒動の解決後、佐々木小次郎の刀の鞘、塚原卜伝の鍋の蓋、加藤清正の虎の皮などの品々が発見されている。
武楽器
アニメで登場。九能家の蔵に眠っていた物で、かつて弁財天により作られたと言われる物。帯刀が手にした物は鼓で、一時はそれにより乱馬を圧倒した。
対になる物に琵琶があり、それはウクレレが壊れた校長に小太刀が渡し、親子喧嘩の原因となった。

## キャスト
声優
- 鈴置洋孝 - テレビアニメ第1作
- 辻谷耕史 - テレビアニメ第1作『熱闘編』（第65 - 68話）、OVA『悪夢！春眠香』
- 杉田智和 - テレビアニメ第2作

俳優
- 永山絢斗 - テレビドラマ版

テレビアニメ『熱闘編』では第83話から第86話でのみ辻谷耕史が演じたが、第92話からは鈴置洋孝が再び担当している。鈴置が死去した後のOVA版では辻谷が再び起用された。辻谷没後に制作されたテレビアニメ第2作では新たに杉田をキャスティングしている。